# Lituus (courbe)

Branche positive d'un lituus

En géométrie, un lituus est une courbe plane d'équation polaire :
{\displaystyle \rho ^{2}\theta =a^{2}.}
Le nom de «lituus» lui est donné par Roger Cotes dans son Harmonia mensurarum publié en 1722 en référence à la crosse étrusque de même nom. Cette courbe avait déjà été étudiée par Pierre Varignon en 1704 dans le cadre de son étude générale des spirales d'équation polaire {\displaystyle \rho ^{m}\theta =a^{m+1}} pour m entier positif ou négatif.

## Propriétés géométriques
Le lituus est une courbe transcendante qui possède pour asymptotes son axe polaire et son pôle. Il possède deux branches (pour ρ positif et pour ρ négatif) symétriques par rapport à O.
Pour tout point M situé sur la courbe, on appelle m le point d'intersection du cercle de centre O passant par M avec l'axe polaire. L'aire du secteur angulaire mOM est constant égale à a2/2.
Pour tout point M de la courbe, on appelle T le point d'intersection de la tangente avec la droite passant par O et perpendiculaire à (OM) alors la longueur OT est égale à 2a²/OM. Le lituus est donc une courbe dans laquelle la sous-tangente est inversement proportionnelle au rayon. L'aire du triangle OTM est constante égale au double de l'aire du secteur angulaire mOM.
L'aire balayée par le rayon OM de Md à Mf est proportionnelle au logarithme du rapport des rayons,:
{\displaystyle A=a^{2}|\ln(\rho _{d}/\rho _{f})|}
Le rayon de courbure, pour une courbe paramétrée θ, a pour valeur:
{\displaystyle R=a{\frac {(4\theta ^{2}+1)^{\frac {3}{2}}}{2\theta ^{\frac {3}{2}}(4\theta ^{2}-1)}}}
et pour une courbe paramétrée par ρ, s'exprime par:
{\displaystyle R={\frac {\rho (4a^{4}+\rho 4)^{\frac {3}{2}}}{2a^{2}(\rho ^{4}-4a^{4})}}}
La courbe possède donc un point d'inflexion pour un rayon égal à a√2 et un angle de 1/2 rad.
Son abscisse curviligne est donnée par:
{\displaystyle \mathrm {d} s={\frac {a}{2\theta }}{\sqrt {\frac {1+4\theta ^{2}}{\theta }}}\mathrm {d} \theta }
et la rectification de la courbe fait intervenir des intégrales elliptiques de deuxième espèce.

## Relation avec d'autres courbes
Le lituus est l'image par une inversion, de pôle O et de cercle de rayon a, de la spirale de Fermat d'équation polaire ρ2 = a2θ.
C'est également la radiale de la clothoïde.
Si on fait rouler le lituus sur l'hyperbole d'équation xy = –2a2, son centre se déplace sur l'axe des abscisses. Cette propriété avait déjà été remarquée par Pierre Varignon en 1704.

Lituus d'équation ρ²θ=1 roulant sur l'hyperbole d'équation xy = –2 dont le centre reste sur l'axe des abscisses.